# Туркменский государственный институт экономики и управления
Туркменский государственный институт экономики и управления ( ТГИЭиУ , неформально — «Нархоз»; туркм. Türkmen döwlet ykdysadyýet we dolandyryş instituty) — высшее учебное заведение, находящееся в городе Ашхабаде. Является ведущим высшим учебным заведением Туркменистана в сфере экономики и управления. В прошлом именовался Туркменский институт народного хозяйства.

## История
Туркменский институт народного хозяйства основан в 1980 году. В 2008 году был реорганизован и переименован в Туркменский государственный институт экономики и управления. Уже в первый год работы вуза в новом статусе было подписано совместное заявление между Министерством экономики и развития Туркменистана и Федеральным министерством экономики и технологий ФРГ о сотрудничестве в целях повышения квалификации национальных управленческих кадров в области экономики. В институте был создан факультет повышения квалификации, при факультете организованы краткосрочные курсы повышения квалификации.

Один из корпусов ТГИЭиУ

### Факультеты
- Экономический
- Финансовый
- Маркетинг
- Менеджмент

## Здание

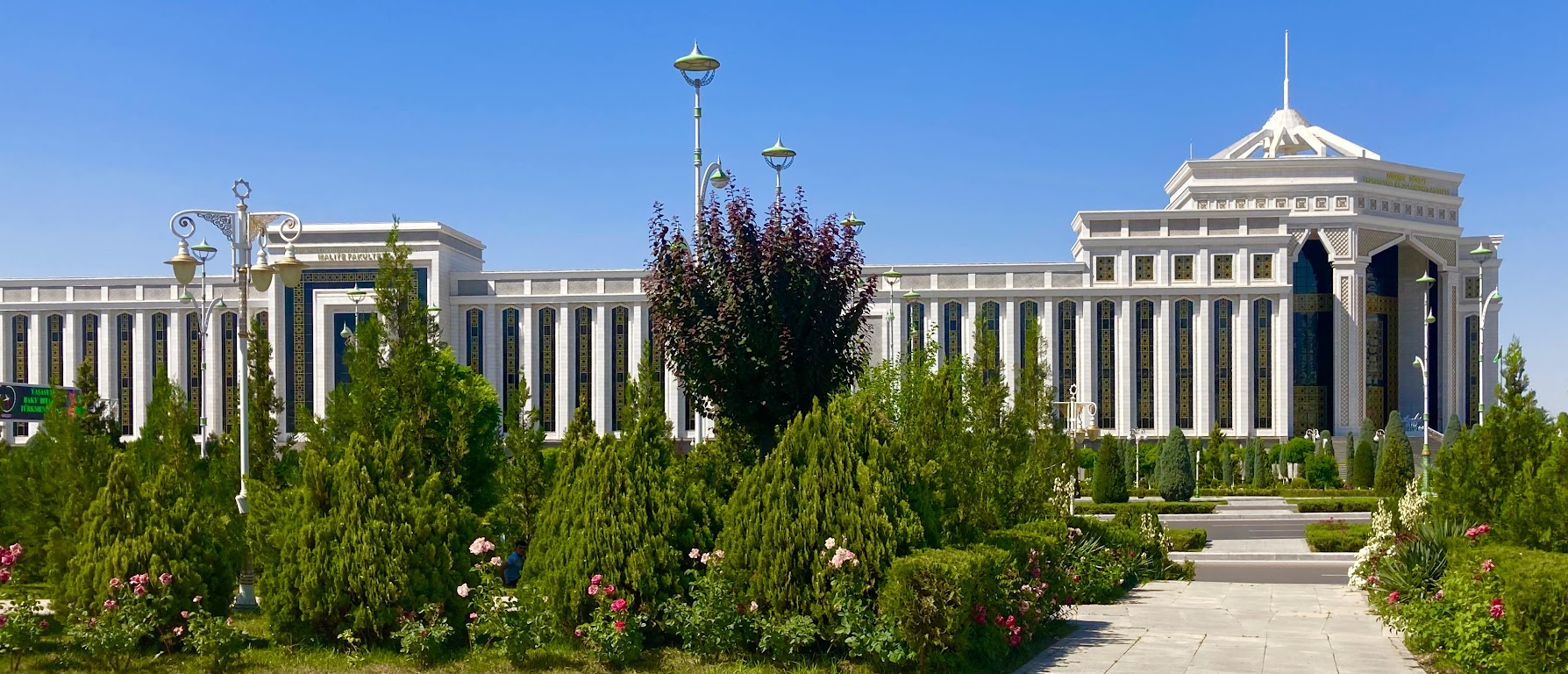
Здание главного корпуса ТГИЭиУ

Новое здание было введено в строй 27 сентября 2012 года при участии Президента Туркменистана Гурбангулы Бердымухамедова.
Здание рассчитано обучение трех тысяч студентов. Институт располагает оснащенными современной техникой учебными аудиториями, конференц-залом на 660 мест, демонстрационным залом, электронной библиотекой с читальными залами на 430 читателей, лингафонными кабинетами для изучения иностранных языков. Лекционные аудитории оснащены интерактивными досками.

## Общежития
Рядом с корпусами вуза построены два общежития для студентов на 425 человек каждое.

## Спортивный комплекс
Действует спортивный комплекс, включающий в себя спортивный зал для занятий баскетболом, волейболом, боксом и национальными видами спорта, бассейн, а также стадион с открытыми спортивными площадками.

### Футбольный клуб «Хазына»
В 2015 году на базе института была создана спортивная команда «Хазына», выступавшая в различных первенствах среди студентов, а затем и среди мастеров. В настоящее время клуб выступает в Чемпионате Туркменистана по футболу.